# Ahmet Ayık
Ahmet Ayık (Eskiköy, 31 marzo 1938) è un ex lottatore turco, specializzato nella lotta libera.

## Palmarès

### Olimpiadi
- 2 medaglie:
  - 1 oro (Città del Messico 1968 nei 97 kg)
  - 1 argento (Tokyo 1964 nei 97 kg)

### Mondiali
- 3 medaglie:
  - 2 ori (Manchester 1965 nei 97 kg; New Delhi 1967 nei 97 kg)
  - 1 argento (Toledo 1966 nei 97 kg)

### Europei
- 3 medaglie:
  - 2 ori (Istanbul 1967 nei 97 kg; Berlino Est 1970 nei 97 kg)
  - 1 argento (Karlsruhe 1966 nei 97 kg)

### Giochi del Mediterraneo
- 1 medaglia:
  - 1 oro (Napoli 1963 nei 97 kg)